# Piesenhausen
Das Dorf Piesenhausen ist ein Gemeindeteil der Gemeinde Marquartstein im oberbayerischen Landkreis Traunstein. Das Dorf liegt westlich des Hauptortes Marquartstein. Östlich verläuft die Bundesstraße 305 und fließt die Tiroler Achen, südlich verläuft die Kreisstraße TS 55.

## Baudenkmäler

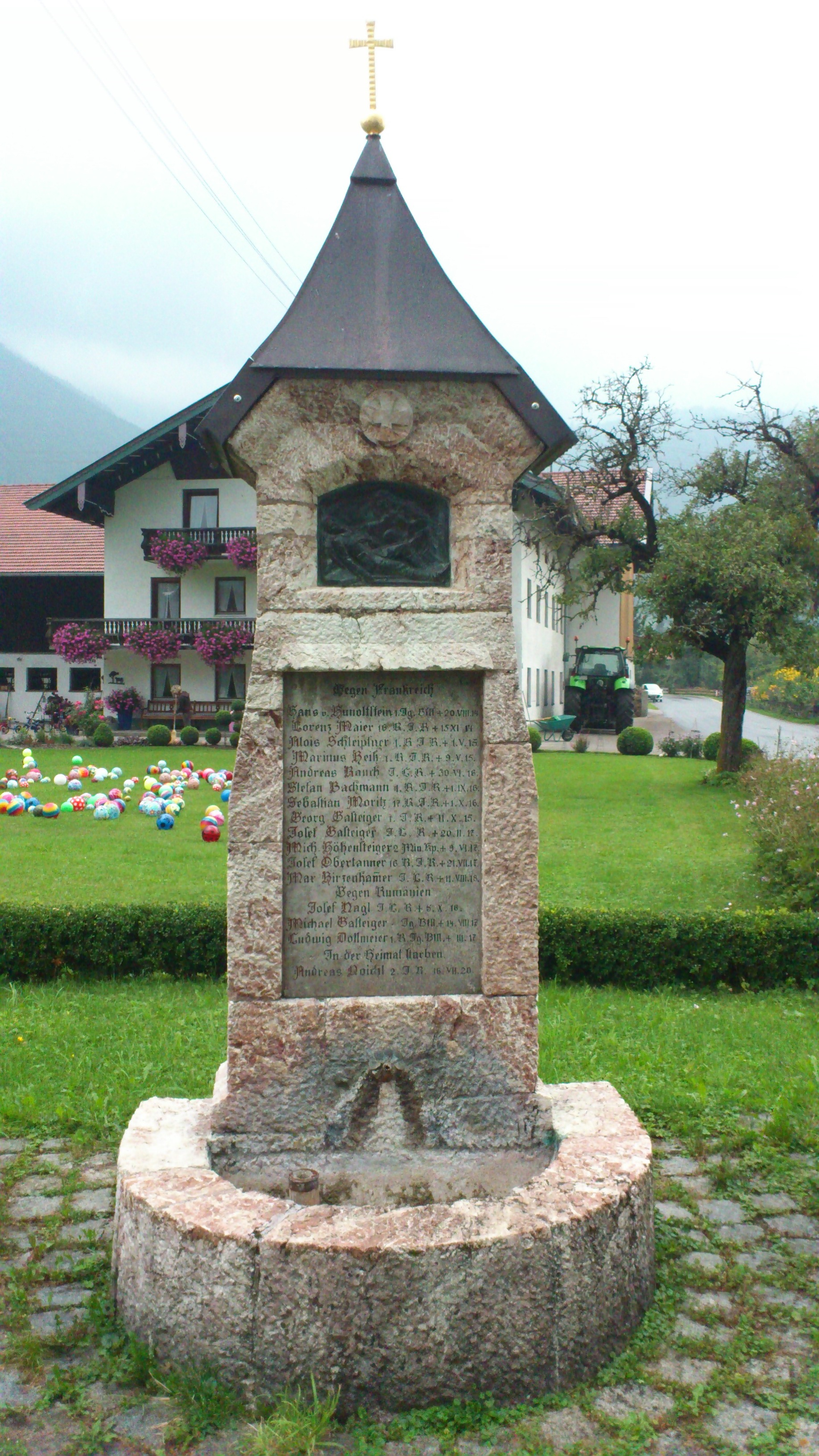
Martersäule in Piesenhausen

In der Liste der Baudenkmäler in Marquartstein sind für Piesenhausen vier Baudenkmäler aufgeführt, darunter
- die Hofkapelle, erbaut Mitte des 18. Jahrhunderts, und
- die Martersäule, wohl 17. Jahrhundert.